# .er
A .er Eritrea internetes legfelső szintű tartomány kódja, melyet 1996-ban hoztak létre.
Ez a végződés az angol -er végződés miatt sok embert vonzana, ha bárki szabadon regisztrálhatna ez alá a cím alá. A .tv és a .to végződésekhez hasonlóan, itt is kötött a használat.